# Rosyjskie caryce i cesarzowe
Rosyjskie caryce i cesarzowe (począwszy od żon cara Piotra I Wielkiego):
| Imię                                                 | Portret | Urodzona                            | Zmarła                             | Czas rządów | Rodzice                                                                    |
| ---------------------------------------------------- | ------- | ----------------------------------- | ---------------------------------- | ----------- | -------------------------------------------------------------------------- |
| Eudoksja Łopuchina                                   |         | 30 czerwca 1672                     | 7 września 1731 Moskwa             | 1689–1698   | Fiodor Abramowicz Łopuchin Ustina Bogdanowa Rticzszewa                     |
| Katarzyna I (samodzielna monarchini od 1725)         |         | 15 kwietnia 1683 lub 1684 Jekabpils | 17 maja 1727 Petersburg            | 1721–1727   | Samuel Skowroński prawd. Dorota Hann                                       |
| Elżbieta Romanowa (samodzielna monarchini)           |         | 29 grudnia 1709 Kołomienskoje       | 5 stycznia 1762 Sankt Petersburg   | 1741–1762   | Piotr I Wielki Katarzyna I                                                 |
| Katarzyna II Wielka (samodzielna monarchini od 1762) |         | 2 maja 1729 Szczecin                | 17 listopada 1796 Sankt Petersburg | 1761–1796   | Krystian August, książę Anhalt-Zerbst Joanna Elżbieta Anhalt-Zerbst        |
| Maria Fiodorowna (Zofia Dorota Wirtemberska)         |         | 25 października 1759 Szczecin       | 5 listopada 1828 Pawłowsk          | 1796–1801   | Fryderyk Eugeniusz Wirtemberski Fryderyka Dorota Zofia Brandenburg-Schwedt |
| Elżbieta Aleksiejewna (Ludwika Badeńska)             |         | 24 sierpnia 1779 Karlsruhe          | 4 maja 1826 Bielow                 | 1801–1825   | Karol Ludwik Badeński Amalia Hesse-Darmstadt                               |
| Aleksandra Fiodorowna (Charlotta Pruska)             |         | 13 lipca 1798 Berlin                | 1 listopada 1860 Carskie Sioło     | 1825–1855   | Fryderyk Wilhelm III Hohenzollern Luiza Pruska                             |
| Maria Aleksandrowna (Maria Heska)                    |         | 8 sierpnia 1824 Darmstadt           | 8 czerwca 1880 Sankt Petersburg    | 1855–1880   | Ludwik II Heski Wilhelmina Badeńska                                        |
| Maria Fiodorowna (Dagmara Duńska)                    |         | 26 listopada 1847 Kopenhaga         | 13 października 1928 Kopenhaga     | 1881–1894   | Chrystian IX Duński Luiza Hessen-Kassel                                    |
| Aleksandra Fiodorowna (Alicja Heska)                 |         | 6 czerwca 1872 Darmstadt            | 17 lipca 1918 Jekaterynburg        | 1894–1917   | Ludwik IV Heski Alicja Koburg                                              |